# Гоно Ванев
Гоно Иванов (Ванев, Ванчев) Димчев, известен като Пехливана и Богданцалията, е български революционер, деец на Вътрешната македоно-одринска революционна организация.

## Биография
Роден е на 12 януари 1864 година в Богданци, тогава в Османската империя. Остава с основно образование. Работи като воденичар. Влиза във ВМОРО. По-късно след Баялската афера става четник на организацията в Гевгелийско. В 1904 година е четник на Аргир Манасиев.
При избухването на Балканската война в 1912 година Ванев е войвода на партизанска чета на Македоно-одринското опълчение, която по-късно влиза в 1 рота на 14 воденска дружина. Член на Съюза на македоно-одринските опълченски дружества в България, като в членската си карта е описан като земеделец, среден на ръст с кафяви очи.
Участва като делегат от Пловдивското македонско братство в обединителния конгрес на Македонската федеративна организация и Съюза на македонските емигрантски организации от януари 1923 година.